# Pokrovsk
Pokrovsk, em ucraniano:  Покровськ, é uma cidade localizada no óblast de Donetsk, na Ucrânia. É o centro administrativo de Pokrovsky Raion e, até 2022, registrou cerca de 60 127 habitantes, até 2025, registrou cerca de 1350 habitantes.

## Guerra na Ucrânia
A cidade teve grande importância para a economia ucraniana durante a guerra, servindo como um ponto estratégico de logística e tendo a última indústria de carvão em operação na Ucrânia durante a guerra, que foi fechada em janeiro de 2025.
Os russos tentam conquistar Pokrovsk desde 2024, a cidade corre o risco de ser completamente cercada depois de avanços nas cidades vizinhas.